# 달은 어디에 떠 있는가
《달은 어디에 떠 있는가》(月はどっちに出ている)는 양석일(梁石日)의 자전 소설 《택시 광조곡》을 바탕으로 1993년에 제작된 영화이다. 감독은 최양일(崔洋一), 각본은 정의신(鄭義信)이 맡았다.

## 줄거리
택시 드라이버로 먹고 살고 있던 재일 한국인을 소재로 한 작품이다. 지금까지 약자로서의 재일 한국인에서, 일자리를 구하려고 활동하던 재일 한국인을 묘사해서 평가를 받았다.
2001년에 찍은 《GO》 등 재일 한국인 차별을 다룬 영화를 찍게 된 계기를 만들어 주었다. 영화상에서 베스트1으로 추천됨과 동시에, 프로페셔널(プロフェッショナル) 대영화작품상을 수상한 작품이다. 주연 여배우인 루비 모레노(ルビー・モレノ)는 작품으로 영화상을 대부분 수상했다. 다소 과격한 성 묘사 신이 있다.
최양일에 의하면, 10년 후에 만들어진《피와 뼈》(血と骨)는 주인공(아라이 히로후미)이 어른이 되어서, 이 영화의 주인공과 같이 되었다고 하는 설정이 있다.
- 원작　양석일

## 주연 배우
- 기시타니 고로(岸谷五朗)
- 루비 모레노(ルビー・モレノ)
- 오기 시게미쓰(小木茂光)
- 엔도 겐이치(遠藤憲一)
- 마로 아카시(麿赤児)
- 구니무라 준(國村隼)
- 가네다 아키오(金田明夫)
- 나이토 진(内藤陳)
- 하기와라 마사토(萩原聖人)
- 김구미자(金久美子)
- 후루오야 마사토(古尾谷雅人)

## KBS 성우진 (2009년 1월 24일)
- 양석정 - 강충남 / 타다오(기시타니 고로)
- 조진숙 - 코니(루비 모레노)
- 차명화 - 영순 / 에이준(에자와 모에코)
- 임채헌 - 세일(오기 시게미츠)
- 홍진욱 - 센바(마로 아카지)
- 윤세웅 - 호소(아리조노 요시키)
- 유호한 - 오사무
- 김대중 - 광수
- 곽윤상
- 이현주
- 이지환